# Veneto
Veneto este o regiune în nord-estul Italiei cu o suprafață de 18.391 km²  și 4,5 milioane de locuitori. Capitala regiunii este Veneția.

## Geografie
Se învecinează la est cu Friuli - Venezia Giulia și Marea Adriatică, la nord cu Austria, la nord-vest cu Trentino - Alto Adige, la vest cu  Lombardia i la sud cu Emilia-Romagna. Un aspect geografic interesant este, fără îndoială, Laguna Veneția. Este traversata la sud de râurile Po și Adige, în centru de Brenta și la nord de Piave. În vest este Lacul Garda iar în nord-vest întâlnim Alpii. 

### Provincii
Regiunea este subîmpărțită în șase provincii și o metropolă.  
| Provincii         | Locuitori | Suprafață (km²) | Locuitorii din provincia | Densitatea populației (Loc./km²) | Orașe |
| ----------------- | --------- | --------------- | ------------------------ | -------------------------------- | ----- |
| Provincia Belluno | 36.147    | 3.678           | 213.059                  | 57,9                             | 69    |
| Provincia Padova  | 209.696   | 2.141           | 905.112                  | 422,8                            | 104   |
| Provincia Rovigo  | 51.378    | 1.789           | 245.598                  | 137,3                            | 50    |
| Provincia Treviso | 81.665    | 2.477           | 865.194                  | 349,3                            | 95    |
| Provincia Veneția | 268.741   | 2.463           | 841.609                  | 341,7                            | 44    |
| Provincia Verona  | 262.403   | 3.121           | 889.862                  | 285,1                            | 98    |
| Provincia Vicenza | 113.969   | 2.722           | 848.642                  | 311,8                            | 121   |

### Municipii

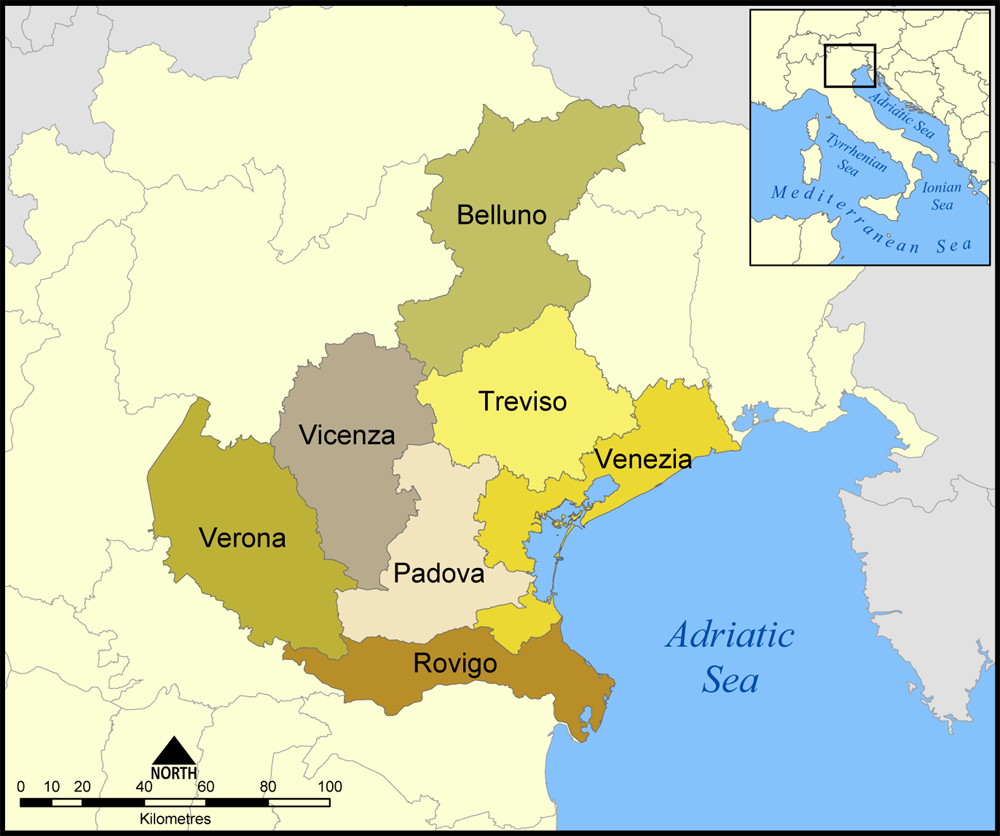
Provinciile regiunii Veneto

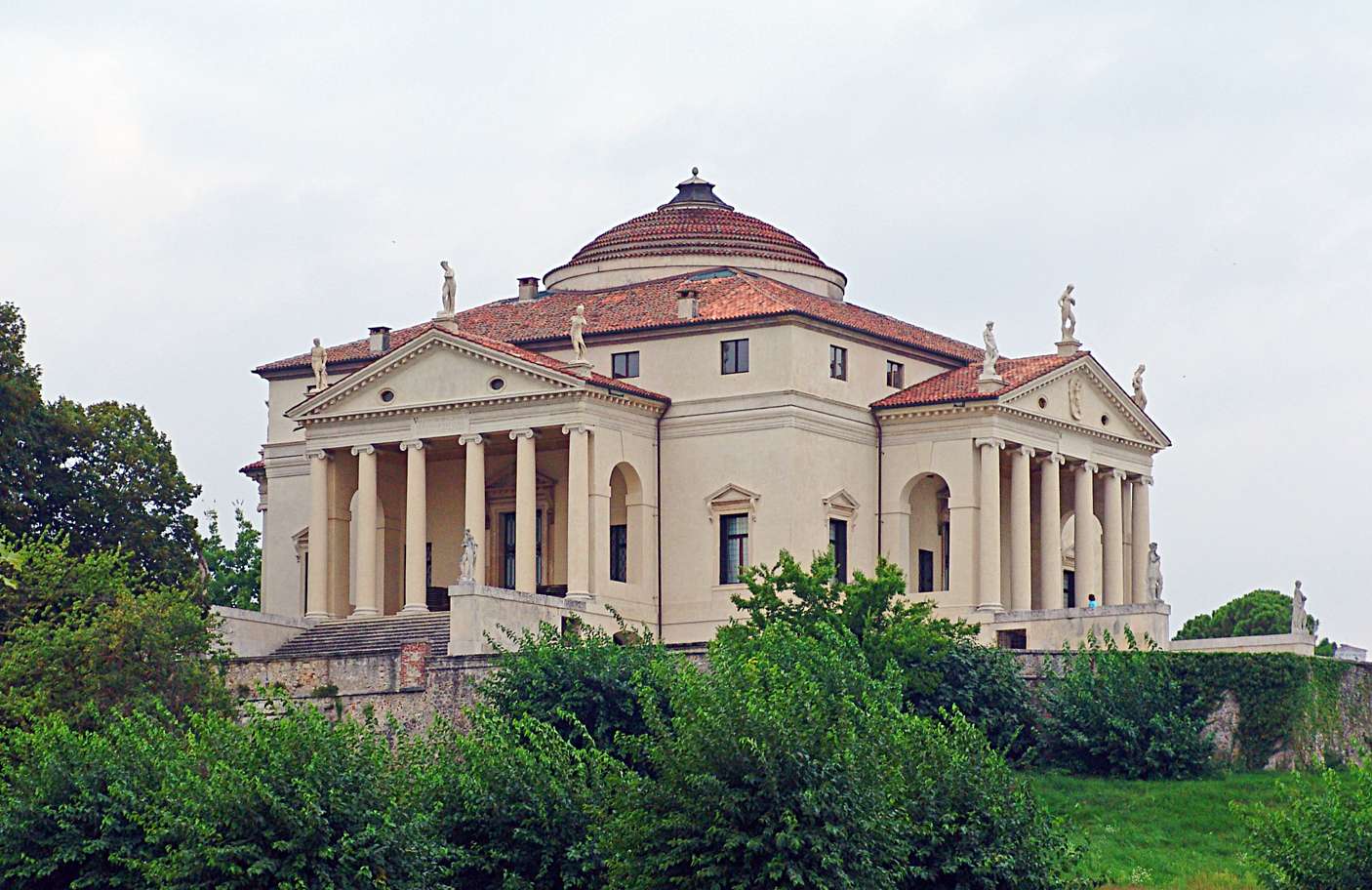
Villa Capra (“La Rotonda”) din Vicenza, de Andrea Palladio

| Poziție | Oraș               | Populație (Loc.) | Suprafață (km²) | Densitatea populației (Loc./km²) | Înălțime peste nivelul mării (m) | Proincie |
| ------- | ------------------ | ---------------- | --------------- | -------------------------------- | -------------------------------- | -------- |
| 1°      | Veneția            | 268.741          | 412,54          | 651,4                            | 1                                | VE       |
| 2°      | Verona             | 262.403          | 206,63          | 1.269,9                          | 59                               | VR       |
| 3°      | Padova             | 209.696          | 92,85           | 2.258,4                          | 12                               | PD       |
| 4°      | Vicenza            | 113.969          | 80,54           | 1.415,1                          | 39                               | VI       |
| 5°      | Treviso            | 81.665           | 55,50           | 1.741,4                          | 15                               | TV       |
| 6°      | Rovigo             | 51.378           | 108,55          | 473,3                            | 6                                | RO       |
| 7°      | Chioggia           | 50.880           | 185,20          | 274,7                            | 2                                | VE       |
| 8°      | Bassano del Grappa | 42.237           | 46,79           | 902,7                            | 129                              | VI       |
| 9°      | San Donà di Piave  | 39.774           | 78,73           | 505,2                            | 3                                | VE       |
| 10°     | Schio              | 38.779           | 67,04           | 578,4                            | 200                              | VI       |

## Atracții turistice
Regiunea este foarte bogată din punct de vedere artistic și cultural. Patrimoniul său artistic cuprinde clădiri unice și poduri venețiene, dar și multe vile Andrea Palladio. Vilele din regiunea Veneto realizate de Andrea Palladio în secolul XVI au fost înscrise în anul 1996 pe lista patrimoniului cultural mondial UNESCO.
Arena din Verona este un vechi amfiteatru roman, în mod tradițional rezervat operei. Băile termale de la Abano Bagni sunt de asemenea o atracție.
Economia regională, care obișnuia să depindă în mod general de agricultură, este acum orientată spre industria high-tech și spre modă (Benetton este un mare angajator), împreună cu turismul cultural.

Veneția: Orașul și patrimoniul UNESCO
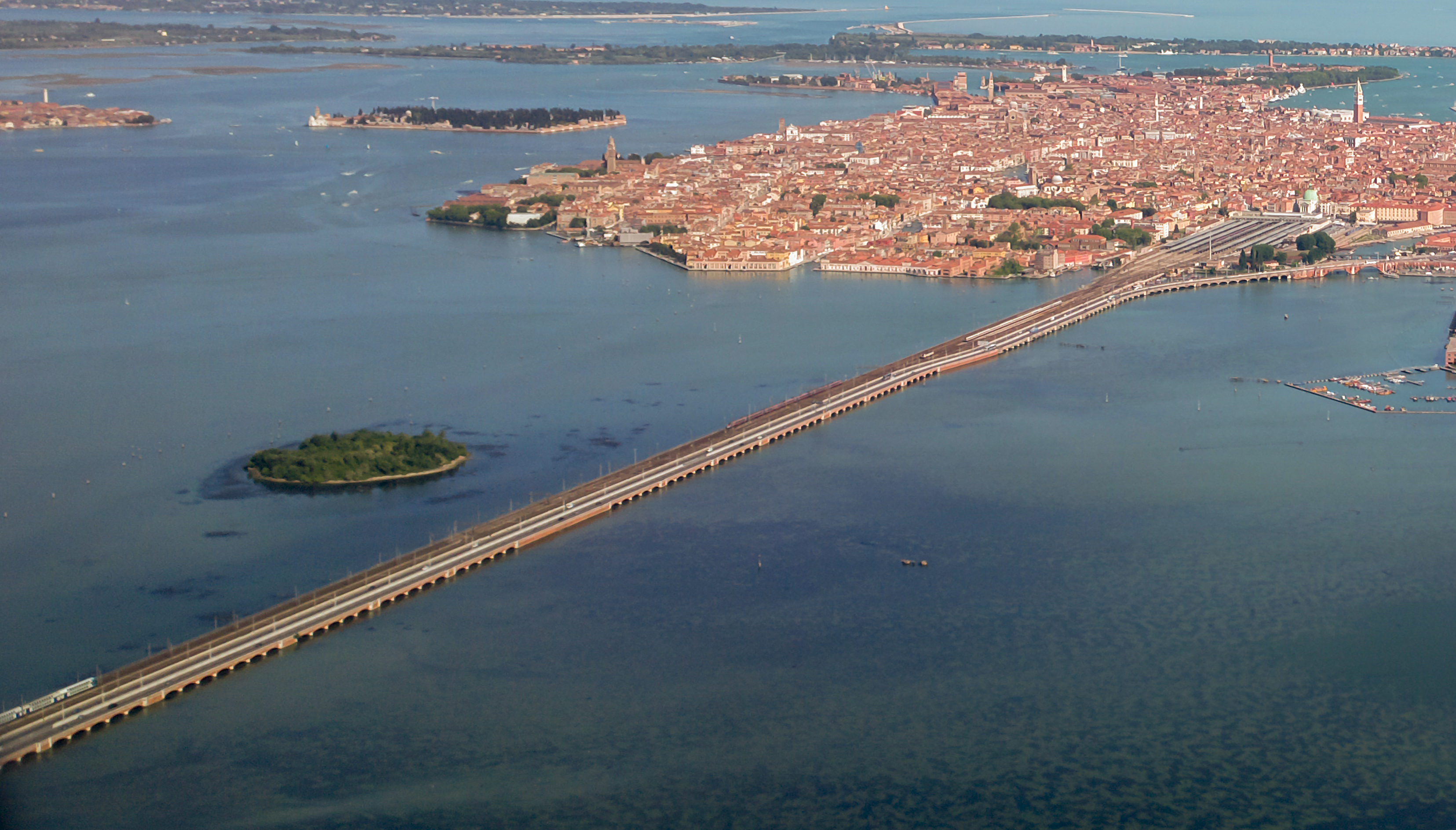
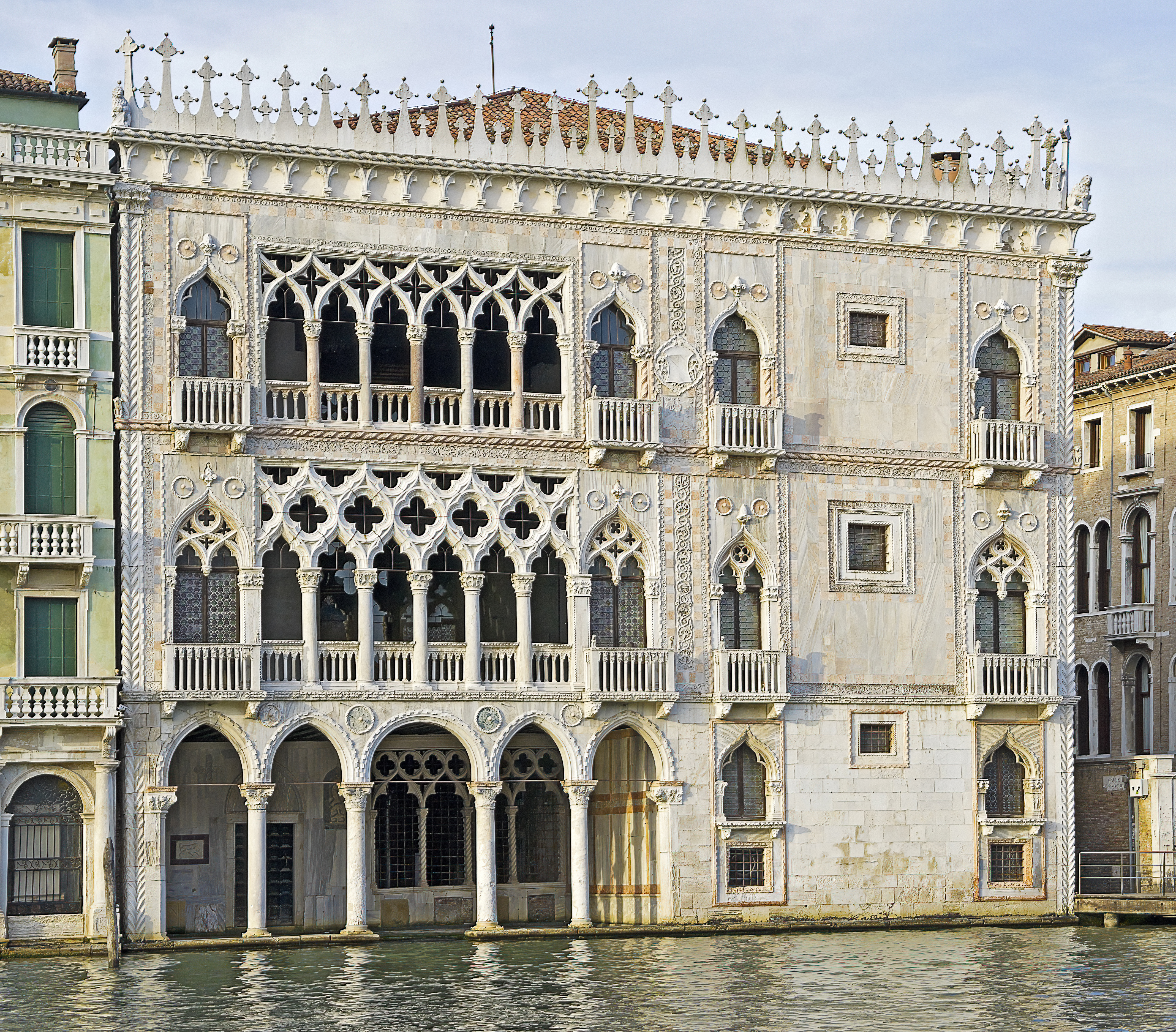
Ca' d'Oro
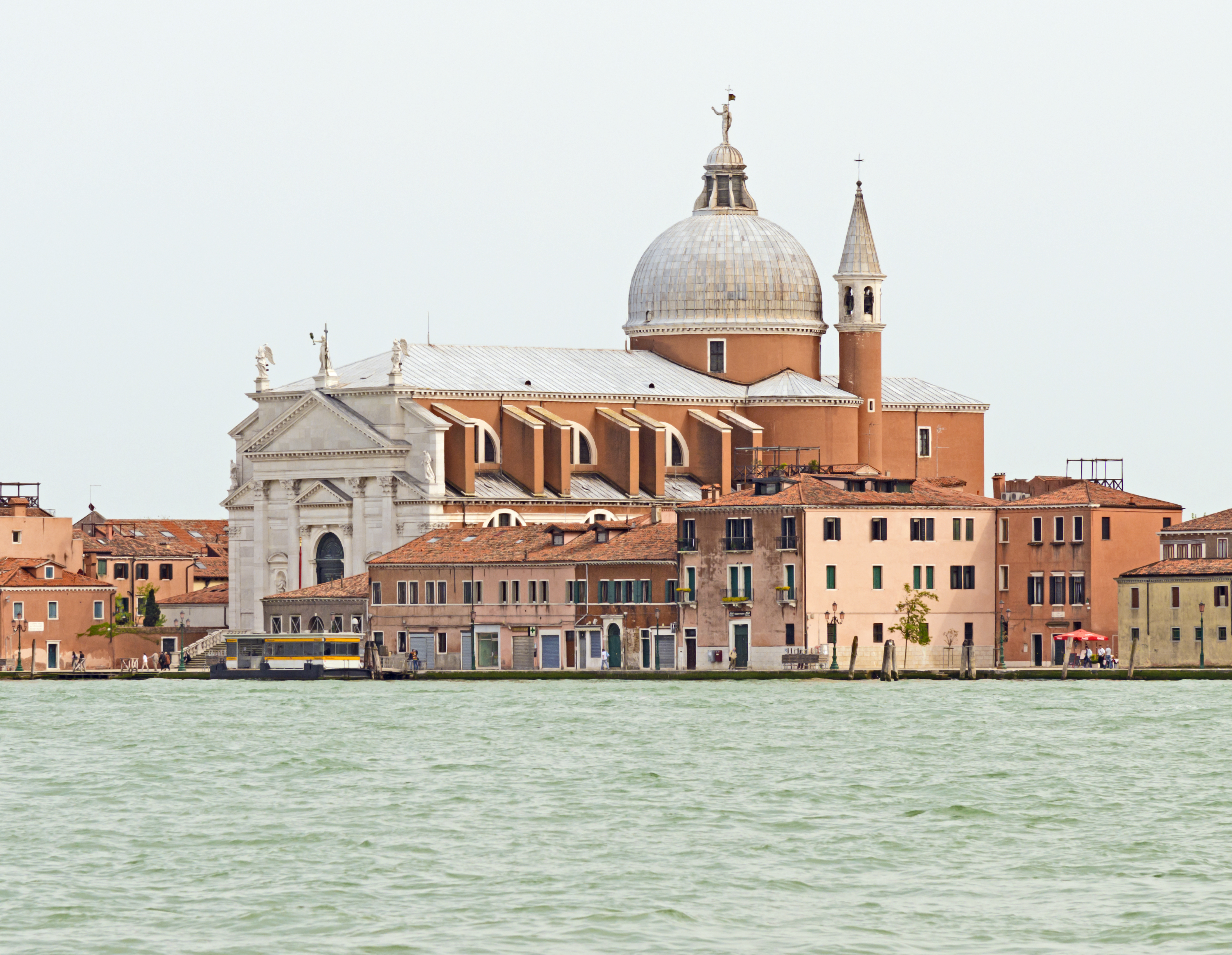
Chiesa del Redentore

Verona
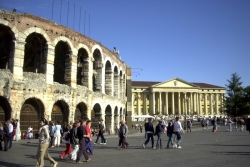
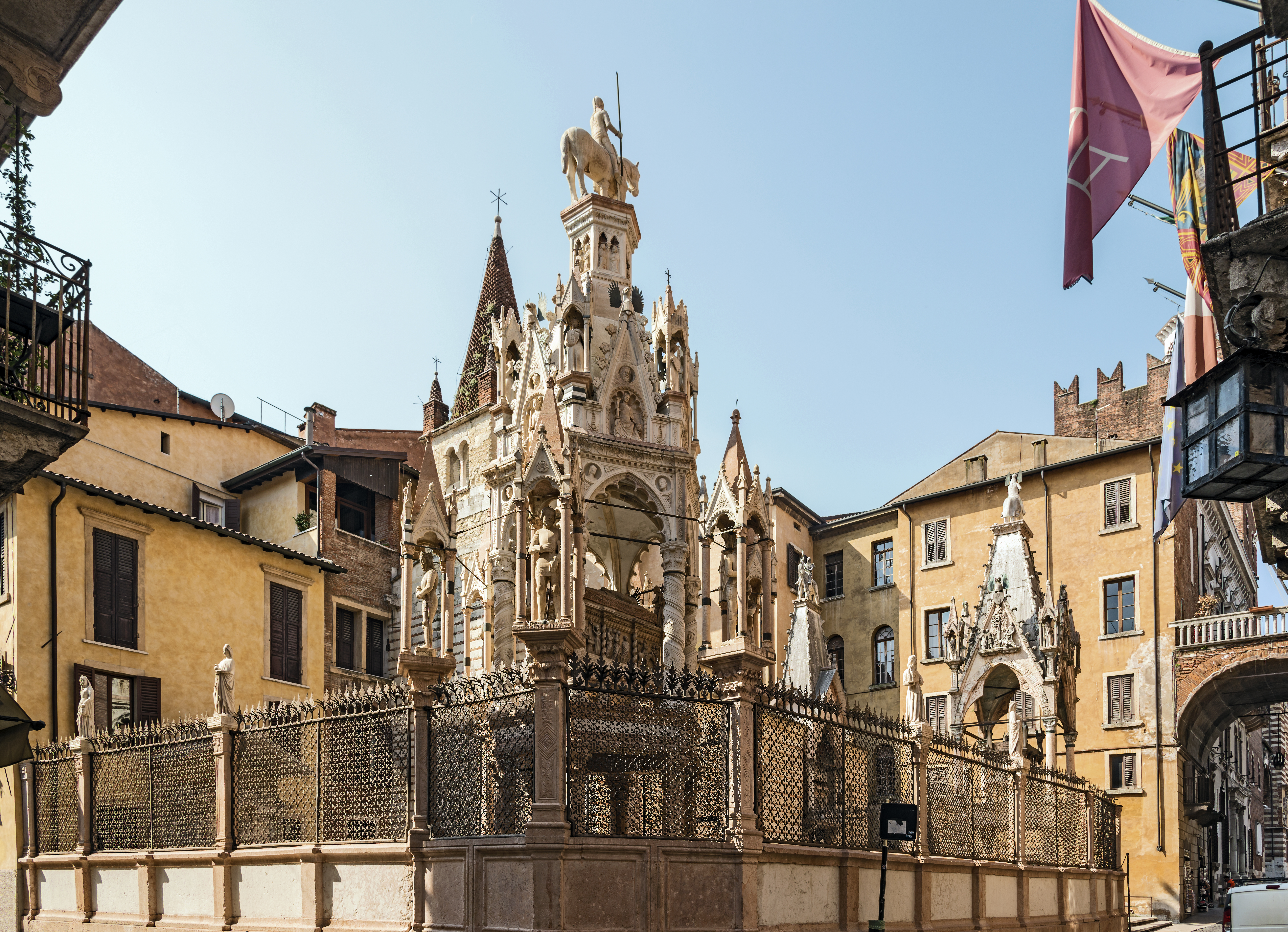
Arche scaligere
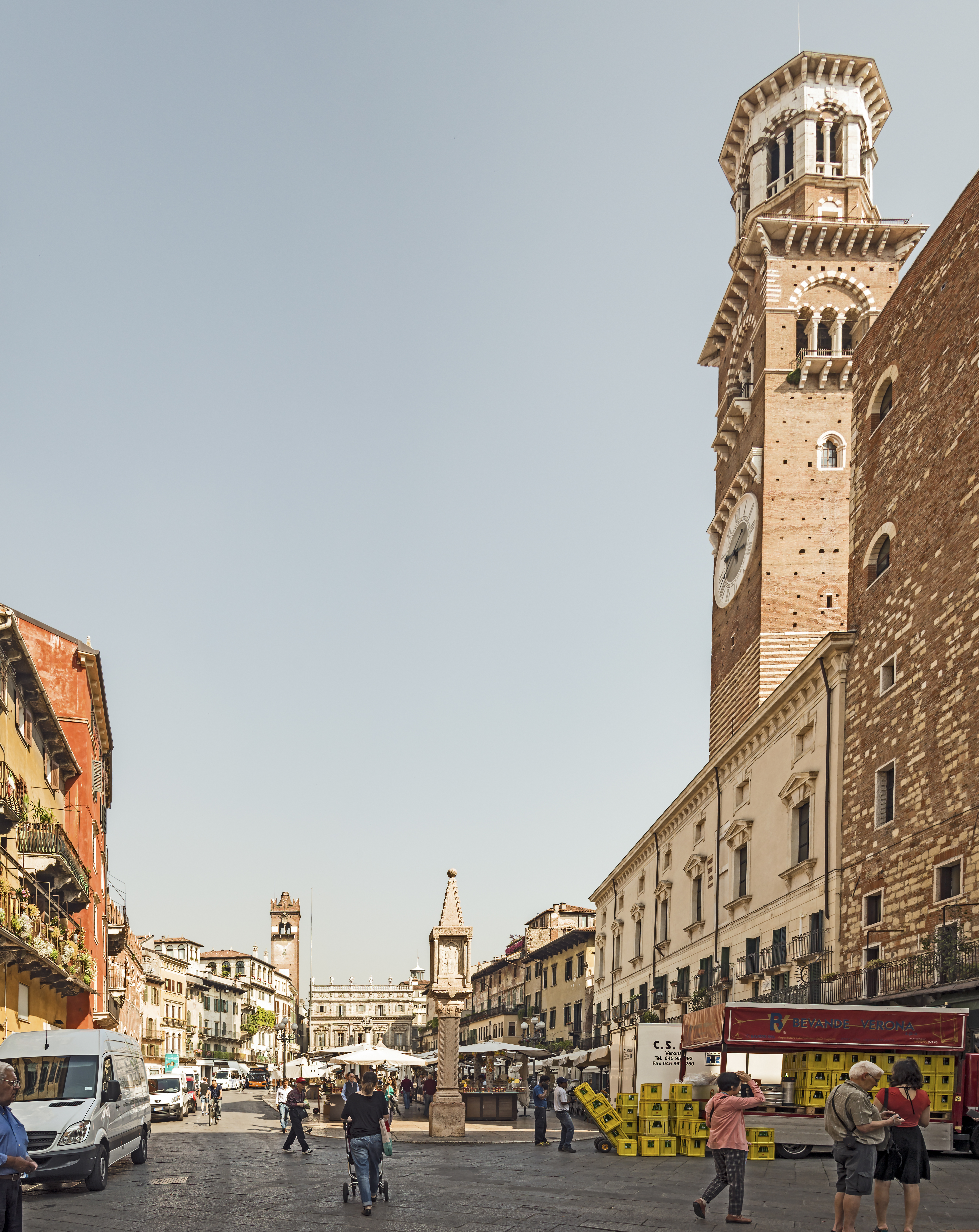
Piazza delle Erbe

alte orașe
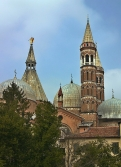
Padova
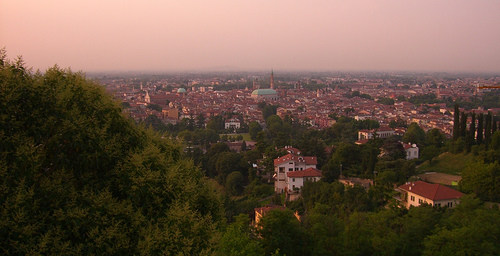
Vicenza, cunoscut pentru vilele din Palladio
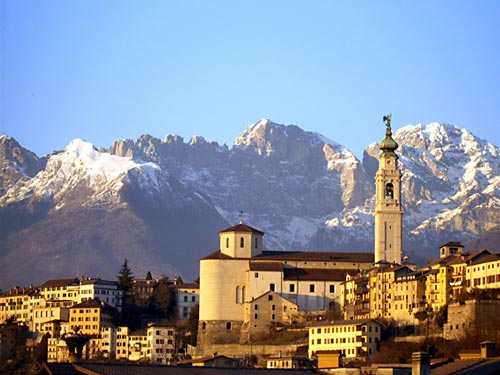
Belluno, capitala provinciei cu același nume